# 비디오 전자공학 표준위원회

비디오 전자공학 표준위원회(Video Electronics Standards Association, VESA)는 NEC 주식회사와 8개의 비디오 디스플레이 장치 제조사가 1980년대 후반에 세운 국제기구이다. 최초의 목적은 800 x 600 SVGA 해상도의 비디오 디스플레이 장치의 표준을 제정하는 것이었다. 그 이후로 VESA는 IBM 호환 기종 컴퓨터의 디스플레이 기능과 관련된 여러 가지 표준을 제정해 왔다.
VESA가 제정한 주요 표준에는 다음이 있다.
- VESA 피처 커넥터(VFC): 비디오 카드를 다른 장치와 8 비트 버스로 연결해 주는 커넥터로 현재는 단종됨.
- VESA 진보된 피처 커넥터(VAFC): VFC를 16 비트나 32 비트 버스로 확장한 단자.
- VESA 로컬 버스(VLB): 현재의 AGP와 비슷한 비디오 로컬 버스로 널리 사용된 바 있음.
- VESA 바이오스 확장(VBE): 확장 영상 모드(높은 해상도와 많은 수의 색)에서 표준 기능을 지원하기 위해 사용됨.
- 디스플레이 데이터 채널(DDC): 비디오 카드에서 연결된 모니터를 식별할 수 있게 해 준다. 실제의 그 식별 자료형은 확장된 디스플레이 식별 데이터(EDID)라고 불린다.
- VESA 디스플레이 전력 관리 신호: 모니터가 지원하는 저전력 모드에 대한 정보를 요청 받을 수 있게 해 줌.
- 평판 패널 화면, 영상 단자, 영상 케이블, 타이밍 등에 관련된 몇 가지 표준들.
- 디지털 패킷 비디오 연결
- 평판 디스플레이 마운팅 인터페이스(FDMI): 'VESA 마운팅'에 대한 표준.
- 일반 타이밍 규격(GTF): 비디오 타이밍 표준.
- 협정 비디오 타이밍 규격(CVT)
- VESA 비디오 인터페이스 포트(VIP): 디지털 비디오 인터페이스 표준.
- 디스플레이포트 표준: 디지털 비디오 인터페이스 표준.

## 비평
VESA는 제정된 표준마다 사용하는 데 많은 비용을 요구하여 비판을 받아 왔다. VBE/AF 표준 개발자 Kendall Bennett은 VESA 소프트웨어 표준위원회가 해체된 것도 이 때문이라고 주장한 바 있다. 당시만 해도 VESA에서 제정된 표준들 중 무료로 공개된 것은 전무했으며, 오늘날에는 무료로 공개된 표준이 일부 있기는 하지만 최신 표준은 여전히 무료로 공개되지 않고 있다. 더 나아가서는 단종된 표준들도 완전히 공개되지 않고 있다. VESA와 경쟁 관계에 있는 다른 표준위원회가 표준을 공개하더라도 VESA는 공개를 거부하는 경우가 많다. 2006년 현재 VESA에서는 무료로 제공했던 표준에 대한 문서가 수백 달러에 팔리기도 하며, 일부 예전의 표준에 대한 문서는 (아직 구입이 가능하다면) 이미 인쇄된 문서로 구할 수밖에 없다.
VESA는 디지털 인터페이스 표준이 나왔을 때 처절한 실적으로 비난을 받았다.